# Liste der Monuments historiques in Plumaudan
Die Liste der Monuments historiques in Plumaudan führt die Monuments historiques in der französischen Gemeinde Plumaudan auf.

## Liste der Objekte
| Bezeichnung                           | Beschreibung                          | Standort                       | Kennzeichnung | Schutzstatus | Datum | Bild |
| ------------------------------------- | ------------------------------------- | ------------------------------ | ------------- | ------------ | ----- | ---- |
| Skulptur Madonna und Kind             | Granit, 15. Jahrhundert               | in der Kirche St-Maudan (Lage) | PM22002134    | Inscrit      | 1972  |      |
| Skulptur Heiliger Josef               | Holz, farbig gefasst, 19. Jahrhundert | in der Kirche St-Maudan (Lage) | PM22005149    | Inscrit      | 1982  |      |
| Armreliquiar                          | Holz, vergoldet, 18. Jahrhundert      | in der Kirche St-Maudan (Lage) | PM22005151    | Inscrit      | 1982  |      |
| Skulptur Heiliger Vinzenz             | Holz, farbig gefasst, 17. Jahrhundert | in der Kirche St-Maudan (Lage) | PM22001001    | Classé       | 1968  |      |
| Skulptur Johannes der Täufer          | Holz, farbig gefasst, 19. Jahrhundert | in der Kirche St-Maudan (Lage) | PM22005147    | Inscrit      | 1982  |      |
| Skulptur Madonna mit Kind             | Holz, farbig gefasst, 19. Jahrhundert | in der Kirche St-Maudan (Lage) | PM22005146    | Inscrit      | 1982  |      |
| Drei Skulpturen von Evangelisten      | Holz, farbig gefasst, 19. Jahrhundert | in der Kirche St-Maudan (Lage) | PM22005150    | Inscrit      | 1982  |      |
| Skulptur Heiliger Modan               | Holz, farbig gefasst, 17. Jahrhundert | in der Kirche St-Maudan (Lage) | PM22001000    | Classé       | 1968  |      |
| Skulpturengruppe Unterweisung Mariens | Holz, farbig gefasst, 19. Jahrhundert | in der Kirche St-Maudan (Lage) | PM22005148    | Inscrit      | 1982  |      |